# Szent Erzsébet erőd
A Szent Erzsébet erőd (ukránul: Фортеця Святої Єлисавети) egy egykori földes erőd Kropivnickij városában, Ukrajna földrajzi központjában.
Ez az épület egyedülálló abban a tekintetben, hogy Európában legfeljebb tíz ilyen típusú erőd található.

## Története
Az ukrán kozákok földjén a Nova Szerbia katonai-települési terület megalakulása után az erődöt a szerb telepesek területeinek a tatárjárástól való védelmére hozták létre, és a Szenátus rendelete alapján építették. A rendeletet Erzsébet orosz cárnő írta alá 1752. január 4-én. A rendelet alapján Ivan Horváth szerb ezredest hálaadó oklevélben részesítették, Ivan Glebov utasítást kapott.
Az erőd építésére egy ukrán kozák ezred (1390 fő) érkezett, és négy hónap alatt, 1754 júniusától októberéig végezte el a fő munkálatokat. A munkálatok során 72 ukrán meghalt, 233 megbetegedett, 855 pedig Szicsbe menekült.
Az erőd csak egyszer vett részt ellenségeskedésben. Ez az orosz-török háború (1768–1774) idején történt, amelynek első hadjárata 1769-ben kezdődött Kirim Girey krími kán ukrajnai inváziójával. Az általa vezetett 70 000 fős török-tatár hadsereg január 4-én átlépte a határt, és január 7-én az állomás közelében megállt. Az Erzsébet-kori erőd, amelyben Isakov tábornok a helyőrséggel és a helyi lakosokkal együtt rejtőzött. A krímiek kifosztották a környező falvakat és rabszolgává tették a helyi lakosokat, de a város védői sikeresen visszaverték a tatár támadásokat és elűzték a betolakodókat. Ez volt a krími tatárok utolsó támadása Ukrajna ellen.
1775 óta az erőd végül elvesztette védelmi jelentőségét, 1784-ben felszámolták, és az összes tüzérséget Herszonba szállították. Fokozatosan, több év alatt, az erődöt lefegyverezték. 1794-ben még 162 fegyvert tároltak itt, amelyek 277 lövészt szolgáltak ki. A határ menti városokba, főleg Herszonba ágyúkat és tüzérségi kellékeket exportáltak. 1795 áprilisában 5 ágyút küldtek Novomirhorodba. Az egykori erődítményből mindössze két ágyú maradt fenn - ezeket kőtalapzatokra szerelték fel az egykori főkapu bejáratánál.
Az erődítmény státuszának teljes megszüntetésére 1805. március 15-én került sor, körvonala a város címere lett.
Az egykori erőd területén a második világháború és az orosz-ukrán háború (2014-) hőseinek szentelt emlékegyüttesek találhatók. 2016-ban emlékművet is állítottak a Holodomor áldozatainak (a város 1932-1933-ban 2238 lakost veszített).

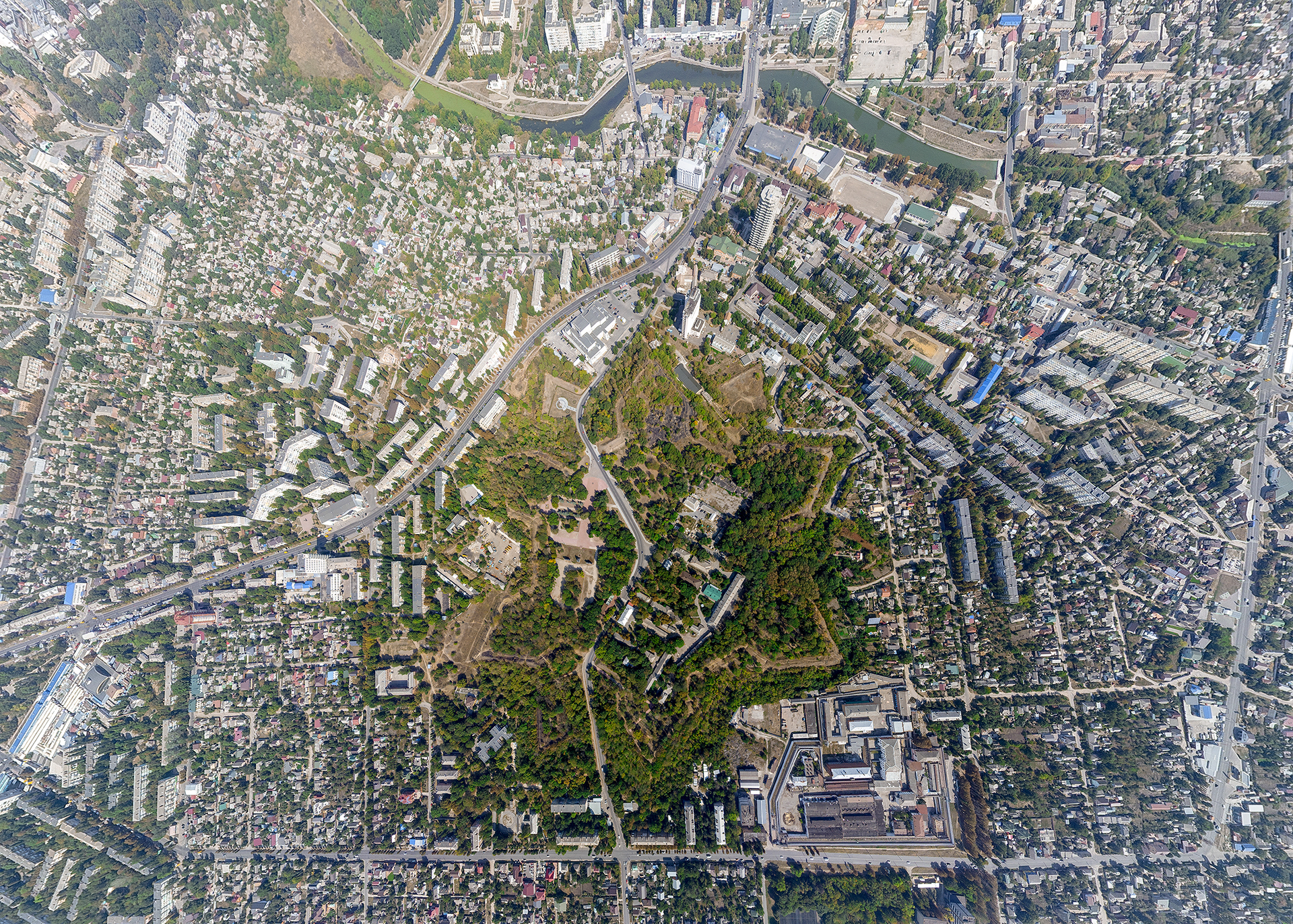
Modern felülnézet (2019)
A város címere
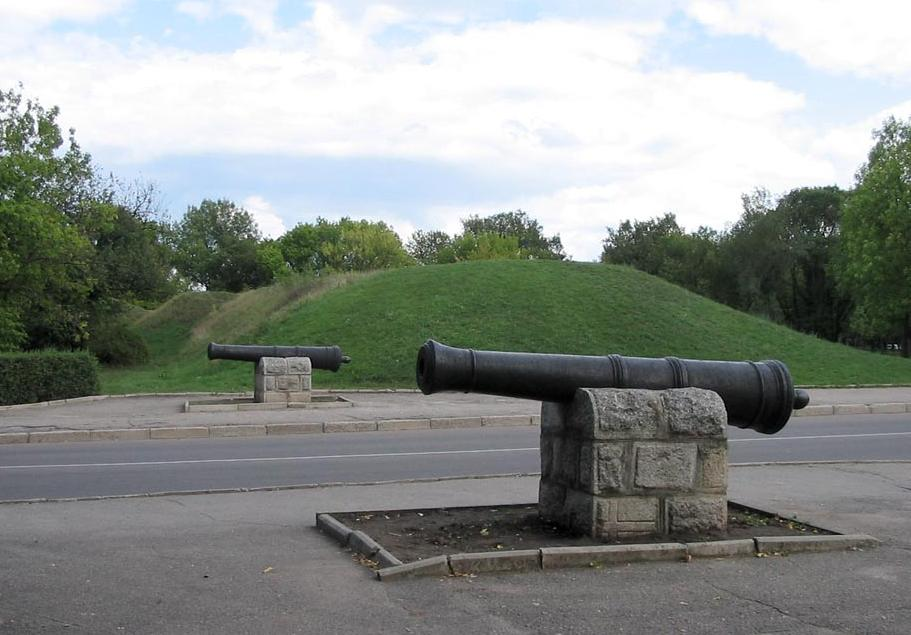
Fegyverek az erőd egykori főkapujának bejáratánál
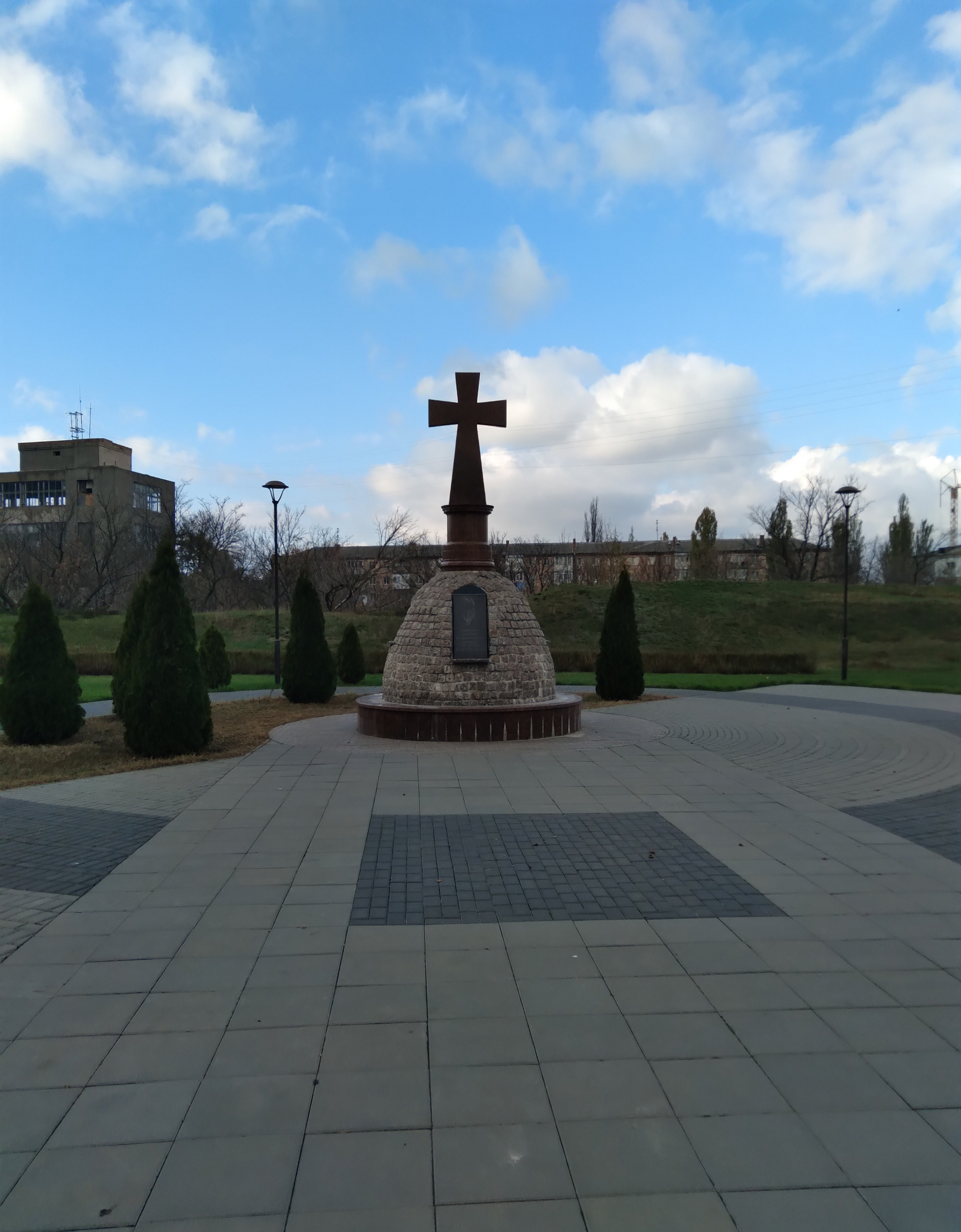
A Holodomor áldozatainak emlékműve